# Aldeia Pakuera
A Aldeia Pakuera é uma das principais aldeias localizadas na Terra Indígena Kurâ Bakairi, no município de Paranatinga, Mato Grosso (MT), Brasil. Esta aldeia é uma das onze que compõem a área habitada pela etnia Bakairi. Com aproximadamente 700 habitantes, a população da Aldeia Pakuera é predominantemente formada pelo povo Kurâ-Bakairi. A aldeia está situada a cerca de 112 km de Paranatinga, acessível por estrada de terra, e a 560 km da capital, Cuiabá. A Terra Indígena Pakuera, na sua quase totalidade, localiza-se no município de Paranatinga, à margem direita do rio Paranatinga ou Telles Pires, afluente do Tapajós. Uma parte dela situa-se no município de Planalto da Serra, à margem esquerda daquele rio. Nas suas vizinhanças encontram-se o morro do Urubu, e parte da Serra Azul.

## História
A Terra Indígena Pakuera tem uma história marcada por deslocamentos e interações com colonizadores. Inicialmente, os Bakairi estabeleceram-se nas áreas de Tamitatoala-Batoví e Kulisehu, afluentes do Xingu, perdendo contato com outros grupos. Os descendentes que se instalaram em Santana reivindicam ser os "Verdadeiros Bakairi". Desde 1738, registros mostram a presença dos Bakairi nas minas de Mato Grosso como escravos. A expansão agrícola e pecuária levou-os às margens do rio Paranatinga. O envolvimento na extração de borracha, especialmente em Santana, sujeitou-os à exploração. A criação da Terra Indígena Santana em 1905, bem como a chegada de cientistas alemães e missões missionárias, influenciaram significativamente suas vidas. Os Bakairi de Pakuera foram forçados a trabalhar na extração de borracha em 1884, sofrendo violência e proibições linguísticas. Somente na década de 1970 conseguiram expulsar os invasores. A criação do Posto Indígena em 1965 não alterou a situação, e várias influências externas continuaram moldando suas vidas. Estabeleceram-se em Paranatinga, mas foram reduzidos por fortes epidemias, chegando a somar apenas 22 indígenas . Os Bakairi atuaram como guias, remeiros e construtores de canoas de casca de jatobá nas expedições de Karl von den Steinen (1884/1887), assim como nas expedições subsequentes. Através dessas expedições, foram restabelecidas as relações entre os Bakairi do Alto Xingu, denominados por Steinen como "Orientais", e os "mansos" ou "Ocidentais".